# Pyridaben
Pyridaben ist eine chemische Verbindung aus der Gruppe der Pyridazinone.

## Gewinnung und Darstellung
Pyridaben kann durch Reaktion von Mucochlorsäure mit p-tert-Butylbenzylmercaptan und anschließender Umsetzung mit tert-Butylhydrazin gewonnen werden.

## Eigenschaften
Pyridaben ist ein farbloser Feststoff, der praktisch unlöslich in Wasser ist. Er ist in Wasser bei pH-Werten zwischen 4 und 9 und in organischen Lösungsmitteln stabil, unter Lichteinfluss jedoch relativ instabil.

## Verwendung
Pyridaben wird als Insektizid und Akarizid verwendet und wurde von der Nissan Chemical Industries entwickelt.

## Zulassung
In der Europäischen Union wurde Pyridaben mit Wirkung vom 1. Mai 2011 für Anwendungen als Insektizid und Akarizid zugelassen.
In Deutschland, Österreich und der Schweiz sind keine Pflanzenschutzmittel mit diesem Wirkstoff zugelassen.